# VM i landevejscykling 2023 – Linjeløb (junior damer)
Junior damernes linjeløb ved VM i landevejscykling 2023 var den 36. udgave af mesterskabet. Det 70,3 km lange linjeløb med 823 højdemeter blev afholdt lørdag den 5. august 2023 med start og mål i Glasgow, Skotland.
Franske Julie Bego vandt løbet og blev juniorverdensmester.

## Hold og ryttere

### Danskere
- Alberte Greve
- Ida Krickau Ketelsen
- Astrid Marie Bjørn Sørensen
- Olympia Bianca Norrid-Mortensen

## Resultater
| #  | Rytter                          | Nation         | Tid        | Note |
| -- | ------------------------------- | -------------- | ---------- | ---- |
| 1  | Julie Bego                      | Frankrig       | 1t:54m:53s |      |
| 2  | Cat Ferguson                    | Storbritannien | + 9        |      |
| 3  | Fleur Moors                     | Belgien        | "          |      |
| 4  | Federica Venturelli             | Italien        | "          |      |
| 5  | Imogen Wolff                    | Storbritannien | + 12       |      |
| 6  | Titia Ryo                       | Frankrig       | "          |      |
| 7  | Celia Gery                      | Frankrig       | "          |      |
| 8  | Isabella Holmgren               | Canada         | + 15       |      |
| 9  | Mackenzie Coupland              | Australien     | "          |      |
| 10 | Xaydée Van Sinaey               | Belgien        | + 17       |      |
| 11 | Elyne Roussel                   | Frankrig       | "          |      |
| 12 | Viktoria Chladonova             | Slovakiet      | "          |      |
| 13 | Awen Roberts                    | Storbritannien | + 20       |      |
| 14 | Alberte Greve                   | Danmark        | + 1:08     |      |
| 15 | Carys Lloyd                     | Storbritannien | + 2:36     |      |
| 16 | Isabel Sharp                    | Storbritannien | + 2:45     |      |
| 17 | Hannah Kunz                     | Tyskland       | "          |      |
| 18 | Sara Piffer                     | Italien        | "          |      |
| 19 | Talia Appleton                  | Australien     | "          |      |
| 20 | Tabea Huys                      | Østrig         | "          |      |
| 21 | Ema Comte                       | Frankrig       | "          |      |
| 22 | Lauren Molengraaf               | Holland        | "          |      |
| 23 | Kamilla Aasebo                  | Norge          | "          |      |
| 24 | Anina Hutter                    | Schweiz        | "          |      |
| 25 | Eleonora la Bella               | Italien        | + 2:52     |      |
| 26 | Jule Markl                      | Tyskland       | "          |      |
| 27 | Lore de Schepper                | Belgien        | "          |      |
| 28 | Zoe van Velzen                  | Holland        | + 2:59     |      |
| 29 | Pia Grunewald                   | Tyskland       | + 3:03     |      |
| 30 | Lara Liehner                    | Schweiz        | + 4:16     |      |
| 31 | Stina Kagevi                    | Sverige        | + 4:54     |      |
| 32 | Lucy Benezet Minns              | Irland         | + 5:07     |      |
| 33 | Marta Pavesi                    | Italien        | + 5:38     |      |
| 34 | Fee Knaven                      | Holland        | + 6:03     |      |
| 35 | Ida Krickau Ketelsen            | Danmark        | "          |      |
| 36 | Puck Langenbarg                 | Holland        | "          |      |
| 37 | Luca Vierstraete                | Belgien        | + 6:51     |      |
| 38 | Juliana Londono David           | Colombia       | + 6:53     |      |
| 39 | Martyna Szczesna                | Polen          | "          |      |
| 40 | Alexandra Volstad               | Canada         | + 6:56     |      |
| 41 | Nela Kankovska                  | Tjekkiet       | "          |      |
| 42 | Angie Londono Posada            | Colombia       | + 8:02     |      |
| 43 | Makala Jaramillo                | USA            | + 8:09     |      |
| 44 | Ella Heremans                   | Belgien        | + 8:22     |      |
| 45 | Kateřina Douderova              | Tjekkiet       | + 8:27     |      |
| 46 | Violeta Hernandez Diaz          | Spanien        | "          |      |
| 47 | Aline Epp                       | Schweiz        | + 8:36     |      |
| 48 | Bonnie Rattray                  | New Zealand    | "          |      |
| 49 | Maayan Tal                      | Israel         | + 8:41     |      |
| 50 | Aine Doherty                    | Irland         | + 10:12    |      |
| 51 | Silje Bader                     | Holland        | + 10:26    |      |
| 52 | Tina Rucker                     | Tyskland       | + 10:35    |      |
| 53 | Barbara Cywinska                | Polen          | + 11:36    |      |
| 54 | Nora Linton                     | Canada         | + 12:08    |      |
| 55 | Ella Sabo                       | USA            | + 13:28    |      |
| 56 | Valeria Ponomarenko             | Ukraine        | + 13:29    |      |
| 57 | Natalia Alonson Alonso          | Spanien        | + 13:38    |      |
| 58 | Astrid Marie Bjørn Sørensen     | Danmark        | + 13:54    |      |
| 59 | Ella Brenneman                  | USA            | "          |      |
| 60 | Olympia Bianca Norrid-Mortensen | Danmark        | "          |      |
| 61 | Maia Barclay                    | New Zealand    | "          |      |
| 62 | Laia Bosch Ballus               | Spanien        | + 14:26    |      |
| 63 | Anika Visser                    | Sydafrika      | + 14:36    |      |
| 64 | Lesly Yulieth Aguirre Malagon   | Colombia       | + 14:40    |      |
| 65 | Felicity Wilson-Haffenden       | Australien     | + 15:41    |      |
| 66 | Martha Marek                    | Polen          | "          |      |
| 67 | Sara Pestotnik                  | Slovenien      | "          |      |
| 68 | Raquel Dias                     | Portugal       | "          |      |
| 69 | Ema Podbersic                   | Slovenien      | "          |      |
| 70 | Martha Stokkeland               | Norge          | "          |      |
| 71 | Maria Guadalupe Nava Hinojosa   | Mexico         | "          |      |
| 72 | Daniela Simao                   | Portugal       | "          |      |
| 73 | Ruby Spring                     | New Zealand    | + 16:33    |      |
| 74 | Skaiste Mikasauskaite           | Litauen        | + 17:13    |      |
| 75 | Matilde Skjelde                 | Norge          | + 17:34    |      |
| -- | Samantha Scott                  | USA            | --         | DNF  |
| -- | Eloise Camire                   | Canada         | --         | DNF  |
| -- | Ayala Serrano Manso             | Spanien        | --         | DNF  |
| -- | Georgia Simpson                 | New Zealand    | --         | DNF  |
| -- | Yuliia Pchelintseva             | Ukraine        | --         | DNF  |
| -- | Maria Klamut                    | Polen          | --         | DNF  |
| -- | Mayra da Costa E Silva          | Brasilien      | --         | DNF  |
| -- | Patience Effiong Otuodung       | Nigeria        | --         | DNF  |
| -- | Terezia Ciriakova               | Slovakiet      | --         | DNF  |
| -- | Mariate Byukusenge              | Rwanda         | --         | DNF  |
| -- | Aline Uwera                     | Rwanda         | --         | DNF  |
| -- | Nelia Kabetaj                   | Albanien       | --         | DNF  |
| -- | Jessica Fuller                  | Zimbabwe       | --         | DNF  |
| -- | Anna Rzoncova                   | Slovakiet      | --         | DNF  |
| -- | Neža Zupanic                    | Slovenien      | --         | DNF  |
| -- | Adela Pernicka                  | Tjekkiet       | --         | DNF  |
| -- | Mia Gjertsen                    | Norge          | --         | DNF  |
| -- | Mayte Zamudio Garcia            | Mexico         | --         | DNF  |
| -- | Malak Mechab                    | Algeriet       | --         | DNF  |
| -- | Edith Marcela Salazar Gomez     | Mexico         | --         | DNF  |
| -- | Eden Spangenberg                | Namibia        | --         | DNF  |
| -- | Alice Bulegato                  | Italien        | --         | DNF  |
| -- | Keno Disasa                     | Etiopien       | --         | DNS  |